# Ālangāyam
Ālangāyam är en ort i Indien.   Den ligger i distriktet Vellore och delstaten Tamil Nadu, i den södra delen av landet, 1 800 km söder om huvudstaden New Delhi. Ālangāyam ligger 505 meter över havet och antalet invånare är 17 357.
Terrängen runt Ālangāyam är huvudsakligen kuperad, men den allra närmaste omgivningen är platt. Runt Ālangāyam är det tätbefolkat, med 276 invånare per kvadratkilometer. Närmaste större samhälle är Vaniyambadi, 15,7 km väster om Ālangāyam. I omgivningarna runt Ālangāyam växer huvudsakligen savannskog.